# Пословица
Пословица је кратка изрека која изриче животну мудрост или мудру мисао, понекад стилски наглашено (иронично или духовито), или песнички у рими. Пословице карактеришу сваки језик и све културе а прве писане налазе се већ у Библији међу мудростима Старог завета.
Узбекистанци, на пример, кажу да су „речи дедова извор мудрости”, а Етиопљани да су „речи без пословица као јело без соли”. Својом етичком снагом задивљују јер се залажу за највеће људске вредности - правду, поштење, рад, слободу, љубав, пријатељство, знање, разумевање. Естетска вредност им се огледа у густини и снази израза, језичком богатству, сликовитости и бројним стилским фигурама.

## Теме пословица
Народним пословицама изражена је мудрост и оштроумност народа, а о ономе о чему говоре веома су разноврсне. Оне говоре: о свету, злу, добру мудрости, доброчинству, знању, раду, слози, штедњи, сиромаштву, богатству, невољи, новцу, пријатељству, правди, лажи, истини и о другим темама човековог живота.
Многи савремени писци користили су пословицу у својим делима као важно средство уметничког изражавања.

## Врсте пословица
Постоје пословице у којима су речи употребљене у основном значењу - Боље је умјети него имати; Ко добро чини, боље дочека - или у пренесеном (метафоричком) значењу - Уз криво се дрво и право искриви ; Језик-џелат. Пословице хришћанског схватања потичу из црквене литературе - „Ко се чува и Бог га чува”; „Бог ником дужан не остаје”; „Ко тебе каменом ти њега хлебом”.
Пословице се могу поделити и на: праве пословице, пословице причице, дијалошке пословице и пословице у стиху.

### Праве пословице
Праве пословице су прозног облика и изражавају опште истине о животу у основном или пренесеном значењу:
| „ | Невоља очи нема; Шапат кућу губи; Ћутање је злато; Ко брзо суди, брзо се и каје | ” |

### Пословице причице
Пословице причице се односе на личности и догађаје из историје или легенде. Настале су из неке приповетке, тако што се цела приповетка исприча па се на крају, као њено језгро, истиче та пословица која се обично узима и као наслов приповетке.
| „ | Медвеђа услуга: Казује се како је једном човек медведа спасао, а за то му је овај био захвалан. Када је једанпут човек легао да спава, медвед је остао да га брани од мува. Једна мува пала је човеку на главу, а медвед, да би је отклонио од свог пријатеља, дохвати стену и убије човека. | ” |

### Дијалошке пословице
Дијалошке пословице често су дате у облику питања и одговора:
| „ | Шта чине деца? - Што виде од оца. Ђе си био? - Ниђе. Шта си чинио? - Ништа. | ” |

### Пословице у стиху
Пословице у стиху или стиховане пословице су углавном једноделне или у два стиха:
| „ | Држи воду док мајстори оду Од невоље нема школе боље Добро сам се удала, како сам се надала. Зрно по зрно погача, камен по камен палача. Коноп веже коње и волове а поштена реч витезове. | ” |